# Tim Engartner
Tim Engartner (* 19. Dezember 1976) ist ein deutscher Sozial- und Wirtschaftswissenschaftler. Er ist Professor für Sozialwissenschaften mit dem Schwerpunkt ökonomische Bildung an der Universität zu Köln.

## Werdegang
Tim Engartner studierte Sozial- und Wirtschaftswissenschaften in Bonn, Oxford und Köln. Er legte sein 2. Staatsexamen 2005 ab. An der Universität zu Köln wurde er 2008 mit einer Arbeit zur Privatisierung der Deutschen Bahn promoviert. Anschließend war er am dortigen Institut für vergleichende Bildungsforschung und Sozialwissenschaften tätig. 2009 wechselte er an die Universität Duisburg-Essen, wo er zuletzt eine Juniorprofessur für Ökonomische Bildung innehatte, bevor er auf die Professur für Ökonomie und ihre Didaktik an der PH Schwäbisch Gmünd berufen wurde. Von 2012 bis 2021 war er Professor für Didaktik der Sozialwissenschaften mit dem Schwerpunkt politische Bildung an der Goethe-Universität Frankfurt am Main.
2015 war er Visiting Scholar an der Columbia University, 2019 Fulbright Visiting Scholar an der University of California, Berkeley. Engartner absolvierte durch den DAAD, das Fulbright-Programm, die Rosa-Luxemburg-Stiftung, das Europäische Parlament sowie die Hans-Böckler-Stiftung geförderte Studien- und Forschungsaufenthalte. Er ist Mitglied der Leibniz-Sozietät der Wissenschaften zu Berlin, des Zentrums für Ökonomische und Soziologische Studien (ZÖSS) sowie Senior Fellow der Stiftung Neue Verantwortung. Schließlich gehört er dem Beirat der Zeitschrift Gesellschaft – Wirtschaft – Politik, dem Herausgeberkreis des International Journal of Pluralism and Economics Education sowie dem Sprecherkreis der Gesellschaft für Politikdidaktik und Politische Jugend- und Erwachsenenbildung (GPJE) an. Von 2016 bis 2022 war er Gründungssprecher der Gesellschaft für sozioökonomische Bildung und Wissenschaft (GSÖBW). Er ist Autor der Zeit, der taz, der FAZ, der SZ, des Freitags sowie der Blätter für deutsche und internationale Politik.

## Wissenschaftliches Wirken
An der Professur von Tim Engartner werden u. a. folgende Forschungsschwerpunkte verfolgt:
- Konzeptionen sozialwissenschaftlicher (insbesondere sozioökonomischer) Bildung
- Theorie und Empirie sozioökonomischer Bildung
- Vor- und Einstellungen von Lernenden
- Wandel der Staatlichkeit (insbesondere Privatisierung und Rekommunalisierung)

## Werke (Auswahl)

### Monografien
- Raus aus der Bildungsfalle. Warum wir die Zukunft unserer Kinder gefährden, Neu-Isenburg 2024
- Privatisierung – Optimierung oder Entmenschlichung?, Westend Verlag, Frankfurt a. M. 2023 (mit Wolfgang Kubicki).
- #climonomics. Europäische Klimakonferenz mit Schüler*innen, Wochenschau Verlag, Frankfurt a. M. 2021 (mit Daniela Elsner und Subin Nijhawan).
- Sozialwissenschaftliche Bildung. Politik – Wirtschaft – Gesellschaft, UTB-Verlag, Paderborn 2021 (mit Reinhold Hedtke und Bettina Zurstrassen).
- Globalization. Aufgaben für den bilingualen Politik- und Ökonomieunterricht, Wochenschau Verlag, Frankfurt a. M. 2020 (mit Subin Nijhawan, Lotte Schmerbach,  Daniela Elsner).
- Staat im Ausverkauf. Privatisierung in Deutschland. 2. Auflage. Campus Verlag, Frankfurt a. M./New York 2020, ISBN 978-3-593-50612-8.
- Wie DAX-Unternehmen Schule machen. Lehr- und Lernmaterial als Türöffner für Lobbyismus, Frankfurt a. M. 2019 (Volltext online).
- Politik und Wirtschaft bilingual unterrichten, Wochenschau Verlag, Frankfurt a. M. 2019 (mit Daniela Elsner, Subin Nijhawan, Nina Rodman).
- Was ist gute ökonomische Bildung? Leitfaden für den sozioökonomischen Unterricht, Wochenschau Verlag, Frankfurt a. M. 2019 (mit Gerd-E. Famulla, Andreas Fischer, Christian Fridrich, Harald Hantke, Reinhold Hedtke, Birgit Weber, Bettina Zurstrassen).
- Pluralismus in der sozialwissenschaftlichen Bildung. Zur Relevanz eines didaktischen Prinzips (= Lectiones Inaugurales. Band 8). Duncker & Humblot, Berlin 2014, ISBN 978-3-428-14213-2.
- Didaktik des Ökonomie- und Politikunterrichts. UTB-Verlag, Paderborn 2010, ISBN 978-3-8252-3318-1.
- Die Privatisierung der Deutschen Bahn. Über die Implementierung marktorientierter Verkehrspolitik. Verlag für Sozialwissenschaften, Wiesbaden 2008, ISBN 978-3-531-15796-2 (Dissertation).

### Herausgeberschaften
- Tim Engartner, Andrea Szukala und Birgit Weber (Hrsg.): Sozioökonomie und Wirtschaftssoziologie im Spiegel sozialwissenschaftlicher Bildung, Wiesbaden 2023 (Springer VS).
- Tim Engartner und Georg Tafner (Hrsg.): International Journal of Pluralism and Economics Education, Vol. 10, No. 4 (2019), Issue on “Socio-Economic Education”.
- Tim Engartner, Christian Fridrich, Silja Graupe, Reinhold Hedtke und Georg Tafner (Hrsg.): Sozioökonomische Bildung und Wissenschaft: Entwicklungslinien und Perspektiven, Wiesbaden 2018 (Springer VS).
- Tim Engartner, Maria Theresa Meßner und Michael Schedelik (Hrsg.): Handbuch Planspiele in der sozialwissenschaftlichen Hochschullehre, Schwalbach/Ts. 2018, (Wochenschau Verlag).
- Tim Engartner, Balasundaram Krisanthan (Hrsg.): Wieviel ökonomische Bildung braucht politische Bildung? Schwalbach/Ts. 2017 (Wochenschau Verlag), ISBN 978-3-7344-0486-3.
- Udo Rauin, Matthias Herrle und Tim Engartner (Hrsg.): Videoanalysen in der Unterrichtsforschung. Methodische Vorgehensweisen und Anwendungsbeispiele. Beltz Juventa, Weinheim 2016, ISBN 978-3-7799-3300-7.
- Tim Engartner, Jens Korfkamp (Hrsg.): Grenzgänge. Traditionslinien und Spannungsfelder in der politischen Bildung. Festschrift für Klaus-Peter Hufer zum 65. Geburtstag. Schwalbach/Ts. 2014 (Wochenschau Verlag), ISBN 978-3-89974-947-2.
- Tim Engartner, Diana Kuring und Thorsten Teubl (Hrsg.): Die Transformation des Politischen: Analysen, Deutungen, Perspektiven, Berlin 2007 (Karl Dietz Verlag).
- Tim Engartner, Michael Cramer et al. (Hrsg.): Die Bahn ganz privat? Antworten zu Bahnreform und DB-Börsengang, Berlin 2005 (GVE Verlag).

## Auszeichnungen
Engartner ist Träger des Deutschen Studienpreises (2006), des Förderpreises der Gregor Louisoder Umweltstiftung (2008), des Wissenschaftspreises der Rosa-Luxemburg-Stiftung Sachsen (2009) sowie des 1822-Universitätspreises für exzellente Lehre (2014).